# Kohászati Múzeum
A Kohászati Múzeumot Miskolc Felsőhámor nevű városrészében, a Palota u. 22-ben rendezték be. Lillafüredről is megközelíthető: közel van a lillafüredi vízesés lábához és az Anna-barlanghoz. Feladata a hazai vaskohászat, fémművesség, főként a helyi (massai, diósgyőri) kohászat történetének bemutatása. A múzeum a tárgyi gyűjteményen, maketteken, diaporámákon kívül jelentős fotógyűjteménnyel, valamint szakkönyv- és szakfolyóirat-gyűjteménnyel is rendelkezik. A Magyar Műszaki és Közlekedési Múzeum intézménye.

## Története
A kohászati emlékek gyűjtésével foglalkozó Központi Kohászati Múzeumot 1949-ben alapították, alapító igazgatója Korompai Viktor Győző volt. Első nyilvános kiállítása 1958-ban „A diósgyőri vasgyár 90 éve” című lett. Az állandó kiállítást a Lenin Kohászati Művek diósgyőr-vasgyári vendégházában rendezték be, ezt a vasgyár alapításának 190. évfordulójára emlékezve 1960. szeptember 25-én Csergő János kohó- és gépipari miniszter nyitotta meg. 
1963-ban alapították a Massa Múzeumot az Őskohó szomszédságában, és eleinte mindkettőt a diósgyőri kohászat tartotta fenn. A folyamatosan növekvő anyag kinőtte az ideiglenes helyszínt, és a múzeum 1968–69-ben költözött mai helyére; ezt a kiállítást 1970. július 28-án nyitották meg. Igazgatója ekkor Szinvavölgyi Oszkár volt. 
Külső létesítményei az Őskohó, az 1979-ben felépített vízikerekes hámor és a műszaki skanzen (1982 óta).
Az Őskohóban évente egyszer, a Fazola-napok keretén belül látványcsapoláson mutatják be az egykori kohó működését.
1994 óta a Magyar Műszaki és Közlekedési Múzeum (2009-ig Országos Műszaki Múzeum) társintézménye.

## Az épület
1778–79-ben épült barokk stílusban Johann Nepomuk Frieser körmöcbányai mérnök és bányasáfár tervei alapján, még Fazola Henrik idején. A „Kancellária” épületét eredetileg irodaként, lakásként és raktárként használták. A 19. század közepén átalakították, egy újabb szintet húztak az addig egyemeletes épületre. 1940-ben újra átalakították, eredeti homlokzatát ekkor vesztette el. 1985 óta műemlék; 2010-ben felújították.
A ház mellett áll Fazola Frigyes vas emlékoszlopa. Talapzatán a felirat:  Fazola / Frigyes / 1774–1849 / A / Diósgyőr- / Hámori / vasgyár / fejlesztője / bányakutató.
Az épületnek az emlékoszlop felé néző falán elhelyezett kovácsoltvas díszen a kohászok fogója és a bányászok két, keresztbe tett kalapácsa látható, a zömmel német betelepült mesteremberekre emlékező, kétnyelvű körfelirattal (fölül: Jó szerencsét, alul: Glückauf). Az utcai homlokzat kovácsoltvas felirata: Kohászati Múzeum. A bejárat melletti két, ugyancsak vasból öntött emléktábla feliratai az épület történetét ismertetik.

## A kiállítás

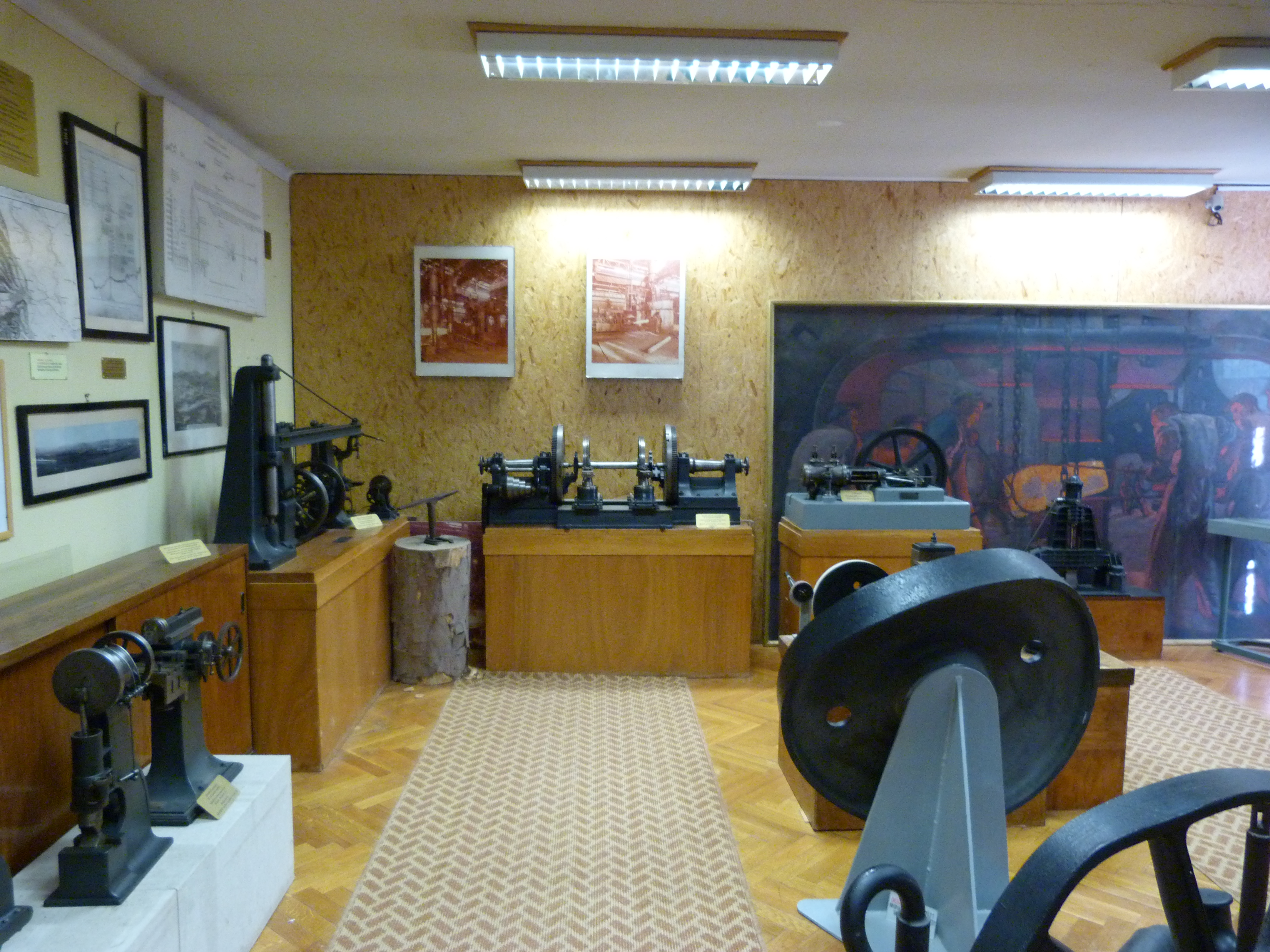
Kiállításrészlet

A múzeum első emeletén először Fazola Henrikkel kapcsolatos dokumentumokat állítanak ki. A nyersvasgyártást bemutató teremben a vasgyártás történetét szemléltető diaporámák láthatók, de itt nézhető meg a nevezetes imolai, 10–12. századból származó kohó és a kőszegfalvai bucakemence – az ásatási állapot szerinti elhelyezésben. Itt lehet végigkísérni még a nagyolvasztók fejlődéstörténetét is, de meg lehet ismerni a nagyolvasztóban lejátszódó folyamatokat is. A következő terem az acélgyártásé. Itt lehet megtekinteni az egyes acélgyártási eljárásokat (kavaró eljárás, tégelyacél-gyártás, acélgyártás Siemens-Martin kemencében, elektroacél-gyártás, konverteres eljárások). A fémek anyagvizsgálatának fejlődéséről is itt lehet képet alkotni, illetve a vasöntészet termékeiből is van kis összeállítás.
A második emelet első termében a kovácsolás történetével, technikája, technológiája fejlődéstörténetével lehet megismerkedni. Látható itt többek között, hogyan kovácsoltak az ókori Egyiptomban, miként készültek a középkori fegyverek, és jellegzetes kovácsolt termékek is megtekinthetők. A korszerű kovácsolás gépeit modellek mutatják be. A hengerlés termében a hengerlési technológiák, a gépi berendezések fejlődéséről lehet képet alkotni, de itt tekinthető meg a drót- és csavargyártás történetéről szóló anyag is. A múzeum itt állítja ki a magyar vasutaknál, a 19. század közepétől használt különféle síneket. Egy következő teremben a mindenkori időszaki kiállítás anyaga tekinthető meg.